# Casper Bruun
Casper Bruun (født 28. september 1997) er en dansk fodboldspiller.
Han er vokset op i den den danske 1. divisions klub Vejle Boldklub, men fik ophævet sin kontrakt med klubben d. 30. januar 2017.
Herefter skrev han under på en to-årig kontrakt med FK Utenis Utena i Litauen, så han er på kontrakt der til udgangen af 2018.